# Fasil (album)
Fasil is het debuutalbum van Marc Sinan uit 2009. Sinan gaf eerder een album uit met kerstliedjes, maar dat kan gezien het thema niet als zijn eerste album gezien worden; het is nergens verkrijgbaar. Fasil is exact wat het is; fasil is namelijk een genre binnen de Turkse klassieke muziek; het is vergelijkbaar met de Westerse suite. Fasil over liever gezegd deze fasil gaat over het leven van Aïsja, de grote liefde van Mohammed. Het is een deels gecomponeerd en geïmproviseerd werk, dat gebaseerd is op de muziek van Sinan zelf en Julia Hülsmann, met wie hij in 2008 in de Rainbow Studio was om haar album The End of a Summer op te nemen. Ook de begeleidingsgroep van Hülsmann deed compositorisch iets in het zakje. Teksten werden aangeleverd door Marc Schiffer. Improvisaties werden gebaseerd op voordrachten, verhalen door Kamil Hodja, uit de Koran. De muziek laat zich moeilijk omschrijven, hetgeen vaker voorkomt bij albums uitgegeven door ECM Records; etnische huiskamerjazz met zangstem is bij benadering een aanduiding. Daarentegen is in te brengen dat de muziek nauwelijks Oosters aandoet.
Het album werd opgenomen in Oslo met Jan Erik Kongshaug achter de knoppen van de geluidsstudio.

## Musici
- Marc Sinan – gitaar
- Yelena Kuljic – zang
- Lena Thies – viool
- Julia Hülsmann – piano
- Marc Muelbauer – contrabas
- Heinrich Köbberling – slagwerk, percussie

## Muziek
| Nr. | Titel                                              | Duur |
| --- | -------------------------------------------------- | ---- |
| 1.  | Peshrev (allen)                                    | 4:03 |
| 2.  | This bloody day (Hülsmann / Schiffer)              | 4:47 |
| 3.  | The necklace (Hülsmann / Schiffer)                 | 4:06 |
| 4.  | Taking leave (Hülsmann / Schiffer)                 | 6:29 |
| 5.  | Sure 6/51 (Sinan / Muelbauer / Köbberling)         | 1:59 |
| 6.  | Iik Taksim (Sinan / Muelbauer / Köbberling)        | 3:05 |
| 7.  | The last night (Hülsmann / Schiffer)               | 4:48 |
| 8.  | The dream (Hülsmann / Schiffer)                    | 6:16 |
| 9.  | Sure 81 Taksimi (allen)                            | 2:41 |
| 10. | Üçüncü Taksim (Sinan / Muelbauer / Köbberling)     | 2:32 |
| 11. | Son Taksim (Hülsmann)                              | 2:31 |
| 12. | The struggle is over (Hülsmann / Schiffer)         | 7:56 |
| 13. | Sure 6/51 reprise (Sinan / Muelbauer / Köbberling) | 1:59 |
| 14. | You open my eyes (Hülsmann / Schiffer)             | 7:04 |

Peshrev, Iik Taksim en Üçücü taksim zijn improvisaties. 